# Templo de Kirtland
O Templo de Kirtland é o primeiro templo construído por fiéis do movimento dos Santos dos Últimos Dias, localizado em Kirtland, Ohio, e dedicado em março de 1836. Joseph Smith, o fundador do movimento, dirigiu a construção após uma série de revelações relatadas, e o templo apresenta uma mistura de estilos arquitetônicos federal, renascentista grego e renascentista gótico. Foi adicionado ao Registro Nacional de Locais Históricos em 1969 e nomeado Marco Histórico Nacional em 1977. Atualmente o templo é propriedade de A Igreja de Jesus Cristo dos Santos dos Últimos Dias. Antes de ser vendido em 5 de março de 2024, pertencia à Comunidade de Cristo.
A construção do Templo de Kirtland foi um empreendimento comunitário, contando com significativas contribuições dos membros da Igreja, que incluíram a criação de uma serraria e uma fábrica de potassa para fornecer materiais de construção. O templo possui características arquitetônicas distintas, como bancos ajustáveis e púlpitos duplos, refletindo o seu uso multifuncional para adoração e educação. O terceiro andar foi destinado ao ensino acadêmico e religioso, enfatizando a importância dos estudos hebraicos para o desenvolvimento teológico da fé.
A dedicação em 27 de março de 1836 reuniu aproximadamente mil pessoas e incluiu ritos tradicionais como o Grito de Hosana. Durante o evento, líderes da Igreja relataram visões e experiências espirituais, incluindo a restauração de certas chaves do sacerdócio por meio dos antigos profetas Moisés, Elias (entendido como o profeta bíblico Malaquias), e Elias. Esses relatos foram documentados e posteriormente canonizados em Doutrina e Convênios. As chaves representavam vários aspectos da autoridade religiosa, como a coligação de Israel, o evangelho de Abraão e os poderes do selamento. Pouco tempo após a dedicação, Joseph Smith e Oliver Cowdery relataram ter visto Jesus Cristo "de pé no parapeito do púlpito".
Ao longo dos anos, o Templo de Kirtland enfrentou diversas mudanças de propriedade e disputas legais, mas sempre manteve a sua importância como local de adoração e significado histórico no Movimento dos Santos dos Últimos Dias. Atualmente, ele continua a ser um ponto histórico, aberto o ano todo para visitas guiadas, reuniões e eventos, atraindo aproximadamente 100.000 visitantes anuais de todo o mundo. A sua rica história, arquitetura distinta e uso contínuo tanto religioso quanto comunitário fazem do templo um marco singular na história religiosa dos Estados Unidos.

## Construção

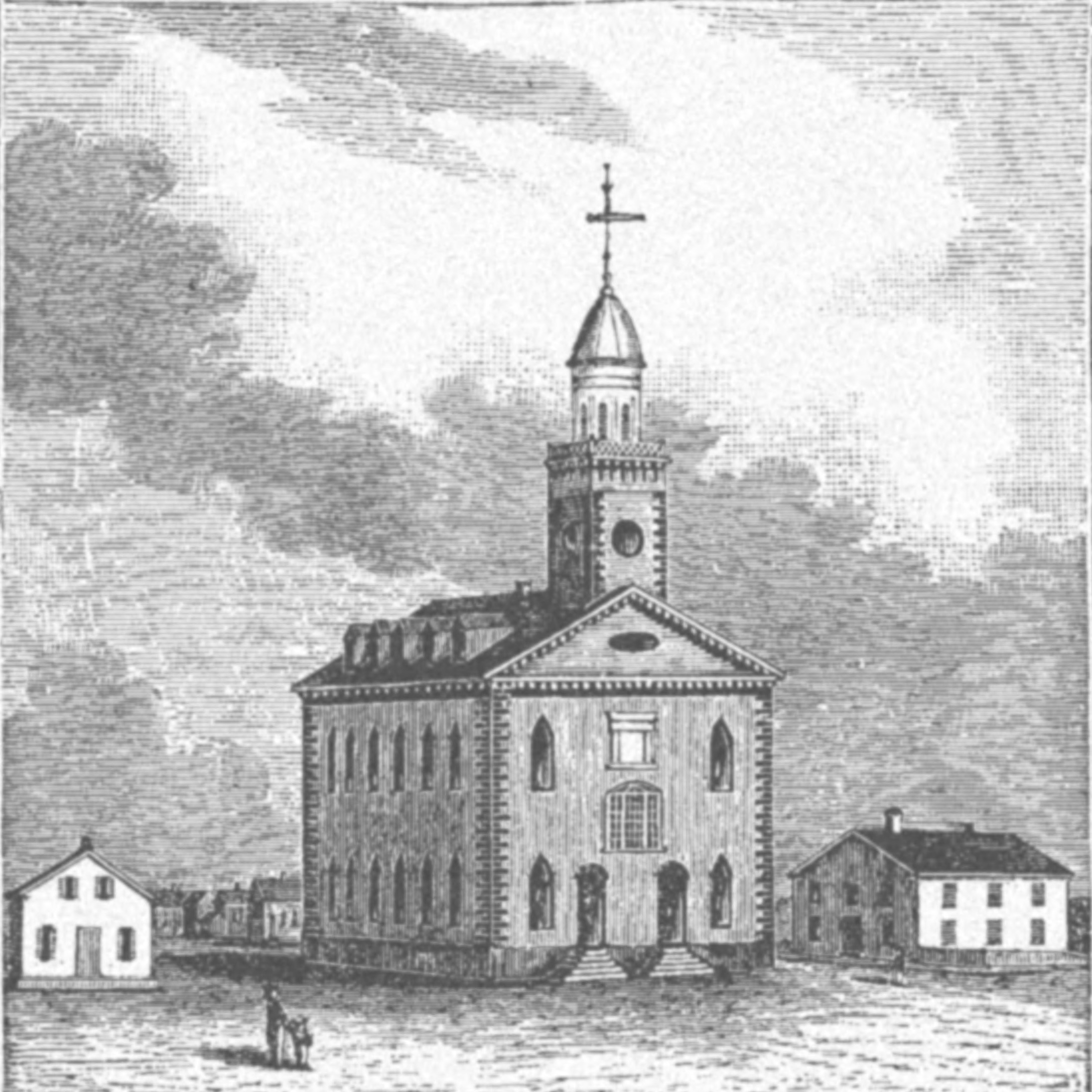
Desenho do templo, em 1846

Em dezembro de 1830, Joseph Smith disse que recebeu uma revelação orientando os membros a "se reunirem em Ohio". Em 1831, os membros da Igreja começaram a reunir-se na área de Kirtland. Em dezembro de 1832, Smith disse que recebeu outra revelação que pedia a construção de uma casa de adoração, educação e ordem. Em 27 de dezembro de 1832, ele anunciou que o templo seria construído. Em 6 de maio de 1833, Smith disse que recebeu uma revelação de Deus, orientando a igreja a construir "uma casa... totalmente dedicada ao Senhor para o trabalho da presidência", "dedicada ao Senhor desde o seu fundamento, conforme a ordem do sacerdócio." A Primeira Presidência, que incluía Smith, Sidney Rigdon e Frederick G. Williams, supervisionou a colocação da pedra fundamental do templo numa cerimônia em 23 de julho de 1833. A primeira pedra fundamental foi lançada no canto sudeste e a construção começou imediatamente. Quando o edifício foi construído, era conhecido apenas como “a Casa do Senhor”.

Conforme registrado no diário de Truman O. Angell, a Primeira Presidência (Smith, Rigdon e Williams) descreveu uma visão detalhada compartilhada do interior e exterior do templo, para apresentar aos voluntários da igreja a estrutura imaginada. Scott Barrick, diretor da Historic Kirtland, diz que as visões eram "como a nossa (atual) realidade virtual".

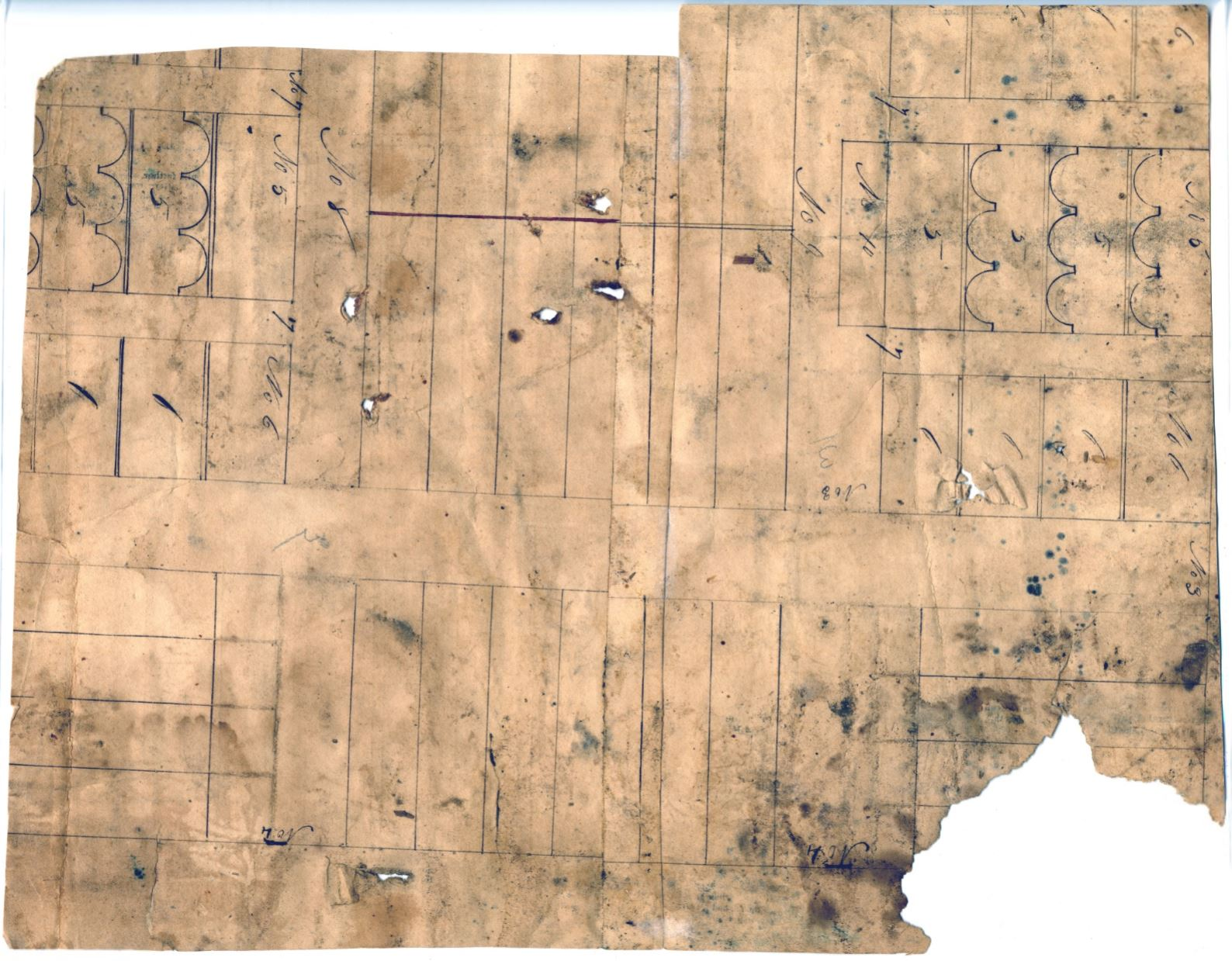
Planos para a Casa do Senhor em Kirtland. Do outro lado estão colados fragmentos de papiros egípcios antigos, parte da coleção que Joseph Smith usou para traduzir o Livro de Abraão

Foram dadas as instruções para construir um "tribunal inferior e um tribunal superior", com a promessa de que "a glória do Senhor estará lá, e (Sua) presença estará lá".  Os projetos iniciais previam um interior com 17 metros de largura por 20 metros de comprimento. O edifício possui dois espaços de encontro principais: um pátio (ou hall) superior e um inferior. O salão inferior era usado com mais frequência para adoração, incluindo o sacramento (semelhante à eucaristia), pregação e oração. O templo possui dois conjuntos de púlpitos, um em cada extremidade, e bancos flexíveis que permitem que o público se posicione virado para qualquer direção desejada. O salão superior era utilizado para fins educacionais, especificamente para a Escola dos Apóstolos.
O terceiro andar do templo cumpria várias funções. Durante o dia, hospedava aulas acadêmicas gerais, enquanto à noite era usado para reuniões do quórum da igreja. Os membros estudavam hebraico, o que durou pouco mais de dois meses, mas teve um impacto significativo na evolução da teologia da fé. Também abrigava uma escola conhecida por vários nomes ao longo do tempo: a Escola dos Profetas, também conhecida como a Escola dos Anciãos e a Escola dos Apóstolos. A escola foi fundada por Joseph Smith em 1833, inspirada nas tradições americanas estabelecidas e nas práticas do Antigo Testamento, ⁣visando integrar práticas religiosas específicas para unificar os membros e criar uma comunidade coesa. a comunidade. No terceiro andar, também havia diversos escritórios da igreja, incluindo o de Joseph Smith.

Fachada do templo, em 1934

O interior incorporou características únicas, enquanto o exterior foi influenciado pelo estilo protestante da Nova Inglaterra. Um exemplo disso é a disposição de duas séries de púlpitos de quatro níveis em cada extremidade das salas de assembleias, destinados a acomodar as presidências dos sacerdócios de Melquisedeque e Aarônico, diferenciando-se de outros edifícios. Os púlpitos foram adornados com letras douradas para distinguir os cargos dos líderes presidentes da igreja, desde os ofícios do Sacerdócio de Melquisedeque até os do Sacerdócio Aarônico. (Um exemplo disso é usar as letras M.P.C. Isto significa Conselho Presidente de Melquisedeque - também conhecido como Primeira Presidência). Os membros contribuíram com trabalho manual e materiais de construção, incluindo vidro e cerâmica que foram empregados na elaboração do estuque. Cacos de vidro foram misturados com o estuque para fazer com que as paredes parecessem brilhantes.
A construção do templo foi um esforço comunitário. Na época da construção, os membros eram muito pobres e o dinheiro era escasso. O arenito berea foi esculpido na pedreira Stannard na base da montanha Gildersleeve, e madeira foi coletada na região, Para acelerar a construção, no outono de 1833, os membros da igreja ergueram uma serraria às margens do Stoney Brook, em Kirtland. Uma fábrica foi construída por Newel K. Whitney entre 1823 e 1824. A serraria foi construída ao lado da fábrica, e ambas serviram para fornecer materiais para a construção do templo. Na serraria, os trabalhadores confeccionavam as madeiras de suporte internas e os intrincados trabalhos em madeira encontrados em todo o templo. A Igreja comprou 16 acres de floresta antiga para fornecer madeira para construir o templo. Toras de nogueira, cedro, cerejeira e carvalho-branco flutuavam no rio Chagrin, a algumas centenas de metros da serraria, onde foram cortadas e usadas para construir o templo. O templo foi planejado para ser o centro de uma comunidade; os líderes da igreja projetaram uma plataforma para o templo, semelhante à planejada para Sião, no condado de Jackson, Missouri. Quase todos os homens fisicamente aptos que não estavam no campo missionário trabalhavam no templo.

Planta baixa dos andares térreo e 1.º andar

Sob a supervisão de Emma Smith, esposa de Joseph, as mulheres de Kirtland desempenharam um papel crucial na construção do templo. Elas costuraram roupas para os trabalhadores e confeccionaram materiais para o próprio templo, incluindo tapetes e cortinas de lona branca. Esses tecidos foram usados para dividir os espaços amplos do primeiro e segundo andares do templo em seções menores e mais privadas. Além disso, as cortinas foram estrategicamente posicionadas acima dos púlpitos para oferecer privacidade conforme necessário. Durante o dia, os homens construíam o templo e à noite o protegiam de multidões e vândalos.
Muitos membros da igreja foram importantes para a construção do Templo de Kirtland. Vale destacar Artemus Millet, que foi creditado por desenvolver o método de construção das paredes exteriores, atuar como mestre de obras chefe, criar a mistura de estuque para o exterior e supervisionar parte da construção. Há alguma discordância sobre se Millet foi batizado antes ou depois de a sua habilidade de construção ter sido reconhecida e recomendada por Brigham e Joseph Young. De qualquer forma, ele foi batizado por Brigham e confirmado por Joseph enquanto estava no Canadá, e Millet veio depois para ajudar fornecendo métodos, trabalho e apoio financeiro para a construção do Templo de Kirtland.

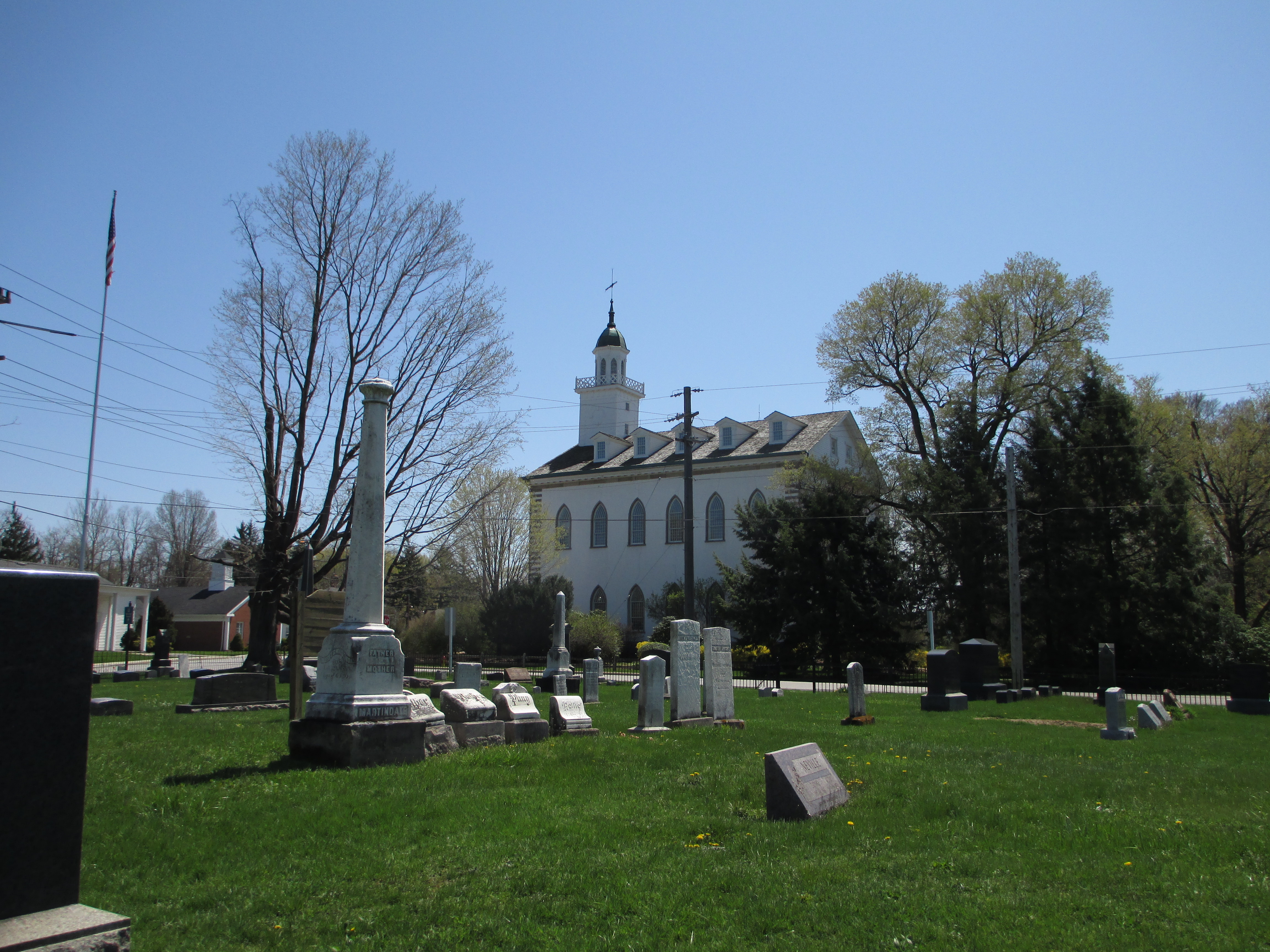
Vista do templo do Cemitério

Foi a primeira edificação desse tipo erguida pelos primeiros santos dos últimos dias. O Templo de Kirtland difere do Templo de Nauvoo, construído na década de 1840, e dos demais templos subsequentes no movimento dos Santos dos Últimos Dias. Serviu tanto como local de culto quanto como templo formalmente dedicado. Na época da sua construção, nenhuma das ordenanças agora associadas à adoração no templo dos santos dos últimos dias, como batismo vicário, investiduras e selamentos, havia sido instituída. A prática de batismo vicário não era usada pela igreja até 1840. De acordo com Tad Walch, do Deseret News, a doação foi dada "na íntegra" na Nauvoo Red Brick Store, em 1842.
Originalmente, o Templo de Kirtland não apresentava a pintura branca externa que tem hoje. Segundo Truman Coe, um ministro local na década de 1830, a sua fachada exibia um tom cinza-azulado. Relatos sugerem que o telhado era vermelho e as portas da frente, verde-oliva. Atualmente, apenas as portas preservam a sua coloração original.
Templos de design quase idêntico foram planejados aproximadamente no mesmo período no Missouri em Temple Lot da Comunidade de Cristo (em Independence), Far West, e Adam-ondi-Ahman. No entanto, nenhum foi construído devido à Guerra Mórmon de 1838, que expulsou os membros do estado. O prédio custou $ 40.000 dólares para ser construído. O interior tem mais de 2.500 vidraças.
O templo foi consagrado durante uma cerimônia de sete horas em 27 de março de 1836. A casa de oração estava tão cheia que excedeu a sua capacidade, deixando muitas pessoas que desejavam participar do lado de fora. Para acomodar os desapontados, Joseph Smith os encaminhou para uma escola próxima que serviu como local alternativo. O serviço foi realizado novamente para eles na quinta-feira seguinte.

## Mudança de propriedade

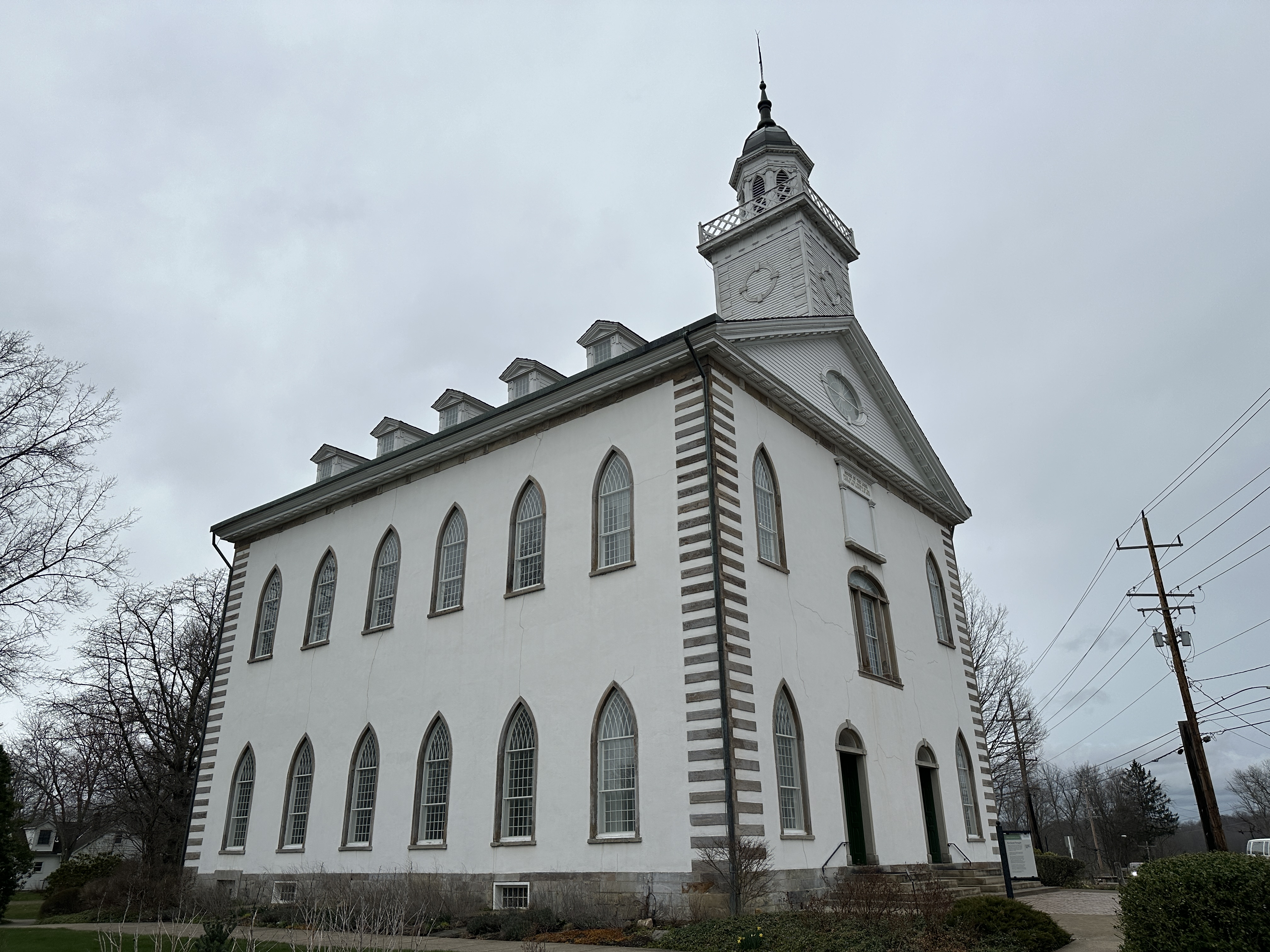
O Templo de Kirtland em 26 de março de 2024, já propriedade de A Igreja de Jesus Cristo dos Santos dos Últimos Dias

Após a inauguração do templo em Kirtland, o tempo de Smith lá foi limitado. Em 1837, ele se envolveu na fundação de um banco conhecido como Sociedade de Segurança de Kirtland. O fracasso desse banco foi um fator que causou uma cisão entre os Santos dos Últimos Dias em Kirtland. Os dissidentes, liderados por Warren Parrish, ex-secretário de Smith, incluíam Martin Harris, um dos Três Testemunhas do Livro de Mórmon, que tomaram controle do templo e outras propriedades da Igreja. No início de 1838, Smith foi forçado a fugir do estado, mudando-se para Far West, Missouri, com centenas de seguidores leais. Após a mudança dos mórmons para o oeste em 1838, o templo foi utilizado pelo Seminário de Professores da Reserva Ocidental. O grupo de Parrish se dissolveu e até 1841, os Santos dos Últimos Dias restantes em Kirtland haviam retornado à comunhão com o corpo principal da igreja, que posteriormente se mudara para Nauvoo, Illinois.

Após a morte de Smith em 1844, um período de confusão se seguiu, com líderes e facções rivais disputando o controle do templo. Em 1845, os Santos dos Últimos Dias em Kirtland, sob a liderança de S. B. Stoddard, Leonard Rich e Jacob Bump, organizaram a sua própria igreja em oposição aos líderes como Brigham Young, James J. Strang e outros. Este grupo mais tarde se fundiu com uma facção liderada por William E. McLellin, cujo presidente era David Whitmer, um dos Três Testemunhas.

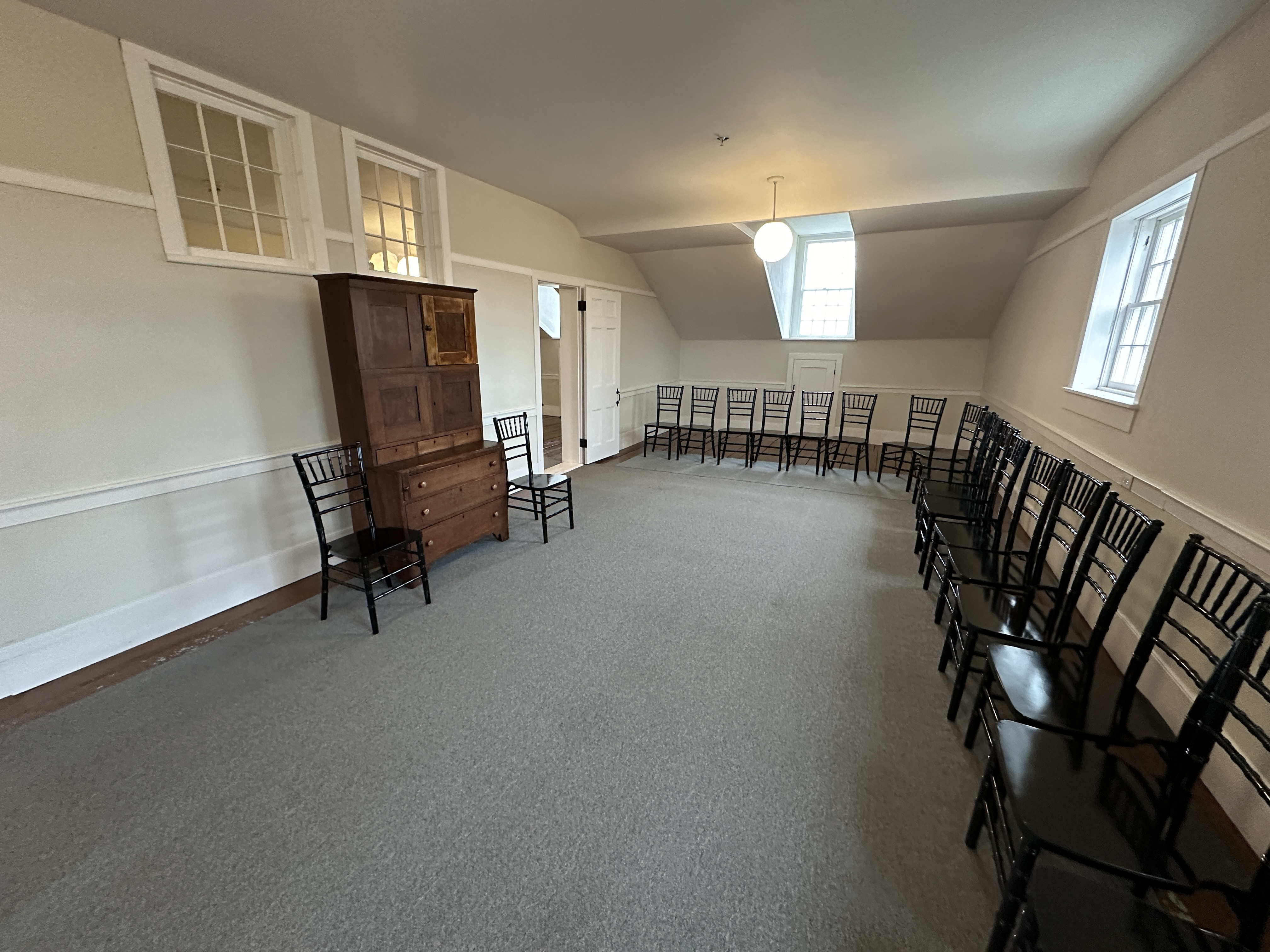
Sala de aula no extremo oeste, no terceiro andar do templo, que servia como escritório particular de Joseph Smith. É onde a Seção 137 de D&C foi recebida

Até 1848, outra facção dos Santos dos Últimos Dias, liderada por Hazen Aldrich e James Collin Brewster, foi organizada em Kirtland e manteve o controle do templo. Esta facção também se dissolveu, e a maioria dos membros que estavam em Kirtland eventualmente se juntou à Comunidade de Cristo (então conhecida como Igreja de Jesus Cristo dos Santos dos Últimos Dias, adicionando o termo "Reorganizada" ao seu nome em 1872), liderada por Joseph Smith III. Em 1860, um tribunal de sucessões em Ohio vendeu o Templo de Kirtland como forma de pagar algumas dívidas pertencentes ao espólio de Joseph Smith. Joseph Smith III e Mark Hill Forscutt adquiriram uma escritura de renúncia do templo em 1874.
Em 1880, a Comunidade de Cristo iniciou o Processo do Templo de Kirtland, buscando obter um título legal claro para o templo. O tribunal opinou que a Comunidade de Cristo era a sucessora legal da igreja original, porém o caso acabou sendo rejeitado. Embora o caso não tivesse importância jurídica, a Comunidade de Cristo assegurou a propriedade do templo por meio de usucapião pelo menos até 1901.

A congregação local da Comunidade de Cristo se reunia regularmente no edifício para o culto dominical até a década de 1950. Devido a preocupações com a preservação, uma nova igreja foi construída do outro lado da rua para a congregação, e o templo passou a receber mais administração direta e financiamento da igreja mundial. Até o início de 2024, o edifício era utilizado para aproximadamente 50 a 60 serviços religiosos, aulas, retiros e outros eventos especiais ao longo do ano, principalmente por várias denominações dos Santos dos Últimos Dias.

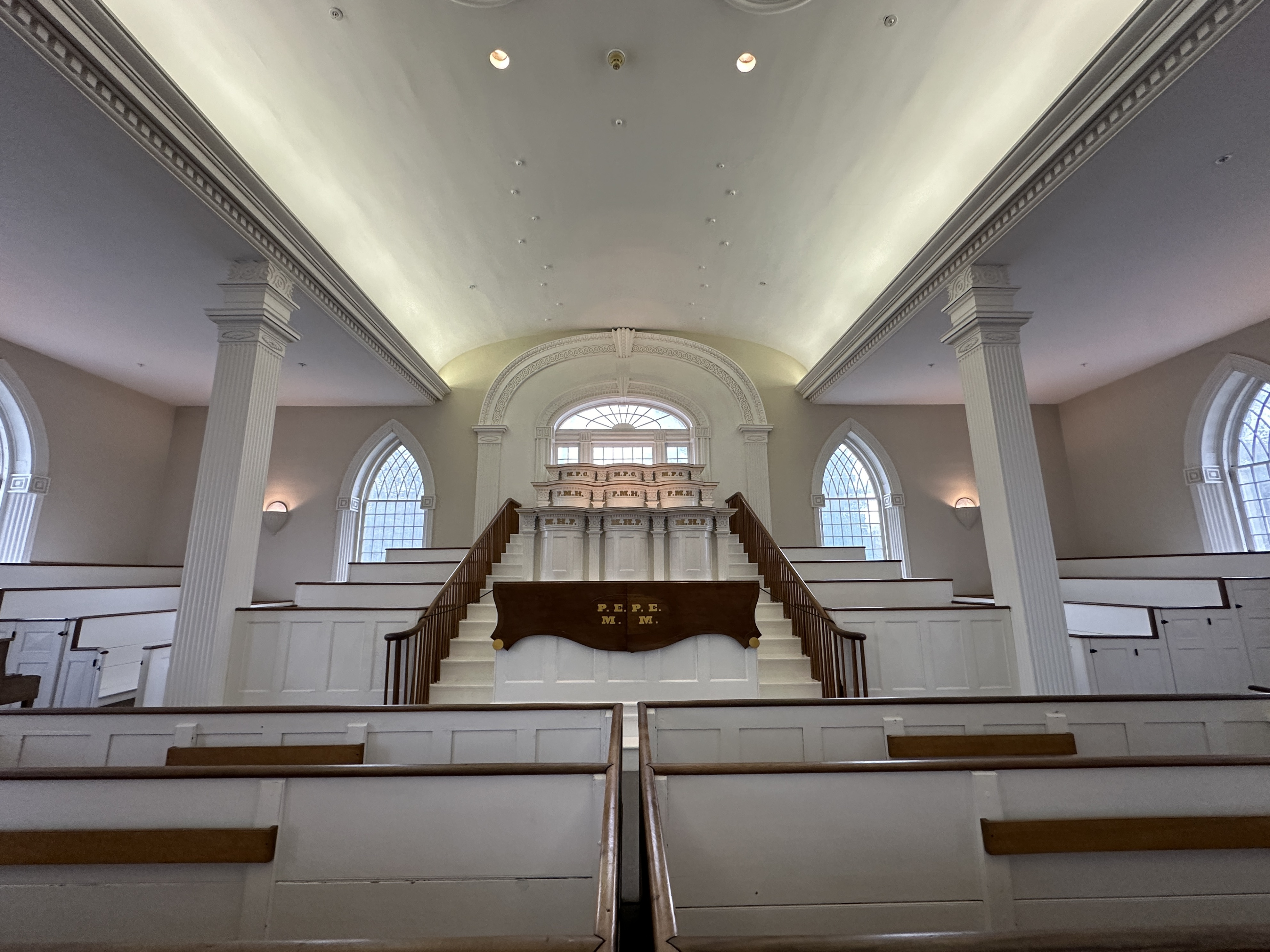
Vista interna do tribunal inferior mostrando os púlpitos ocidentais onde a dedicação foi realizada em 27 de março de 1836

Ao contrário do Templo de Nauvoo, construído posteriormente, o Templo de Kirtland nunca foi destruído ou incendiado. As mesmas pedras da construção original continuam no seu lugar. Embora a maioria dos membros da igreja tenha deixado a área de Kirtland para Missouri em 1838, o Templo de Kirtland nunca foi completamente abandonado pela igreja. Desde a sua inauguração até os dias atuais, tem sido operado por um grupo que pode traçar as suas origens ao movimento dos Santos dos Últimos Dias. Tem sido um lugar de culto e um símbolo do movimento desde a sua dedicação em 1836.
A Comunidade de Cristo foi proprietária do Templo de Kirtland por mais de um século. A Igreja de Jesus Cristo dos Santos dos Últimos Dias e Comunidade de Cristo anunciaram em 5 de março de 2024 que a propriedade do local foi transferida para a antiga dona como parte de uma aquisição de locais e objetos históricos por $ 192,5 milhões de dólares A transferência entre as duas igrejas começou em 2021. A transferência incluiu outros itens e edifícios históricos, como a Red Brick Store, o manuscrito impresso do Livro de Mórmon, com uma Bíblia usada por Joseph Smith na Tradução de Joseph Smith da Bíblia.
O centro de visitantes recebe cerca de 100.000 visitantes por ano, e de acordo com Sarah Murphy da ABC4 Utah, atrai centenas de visitantes de todo o mundo todas as semanas. Durante a propriedade da Comunidade de Cristo, os guias do templo eram tipicamente residentes, geralmente, mas nem sempre, membros da Comunidade de Cristo. Durante os movimentados meses de verão, adultos em idade universitária aumentaram a equipe do templo como parte do Programa de Estágio Alma Blair. Ao longo do ano, outros voluntários viajaram para o templo como guias, funcionários de manutenção ou jardineiros. Sob a propriedade de A Igreja de Jesus Cristo dos Santos dos Últimos Dias, os passeios são guiados por irmãs e missionários seniores, gerenciados como parte dos maiores locais da Vila Histórica de Kirtland.

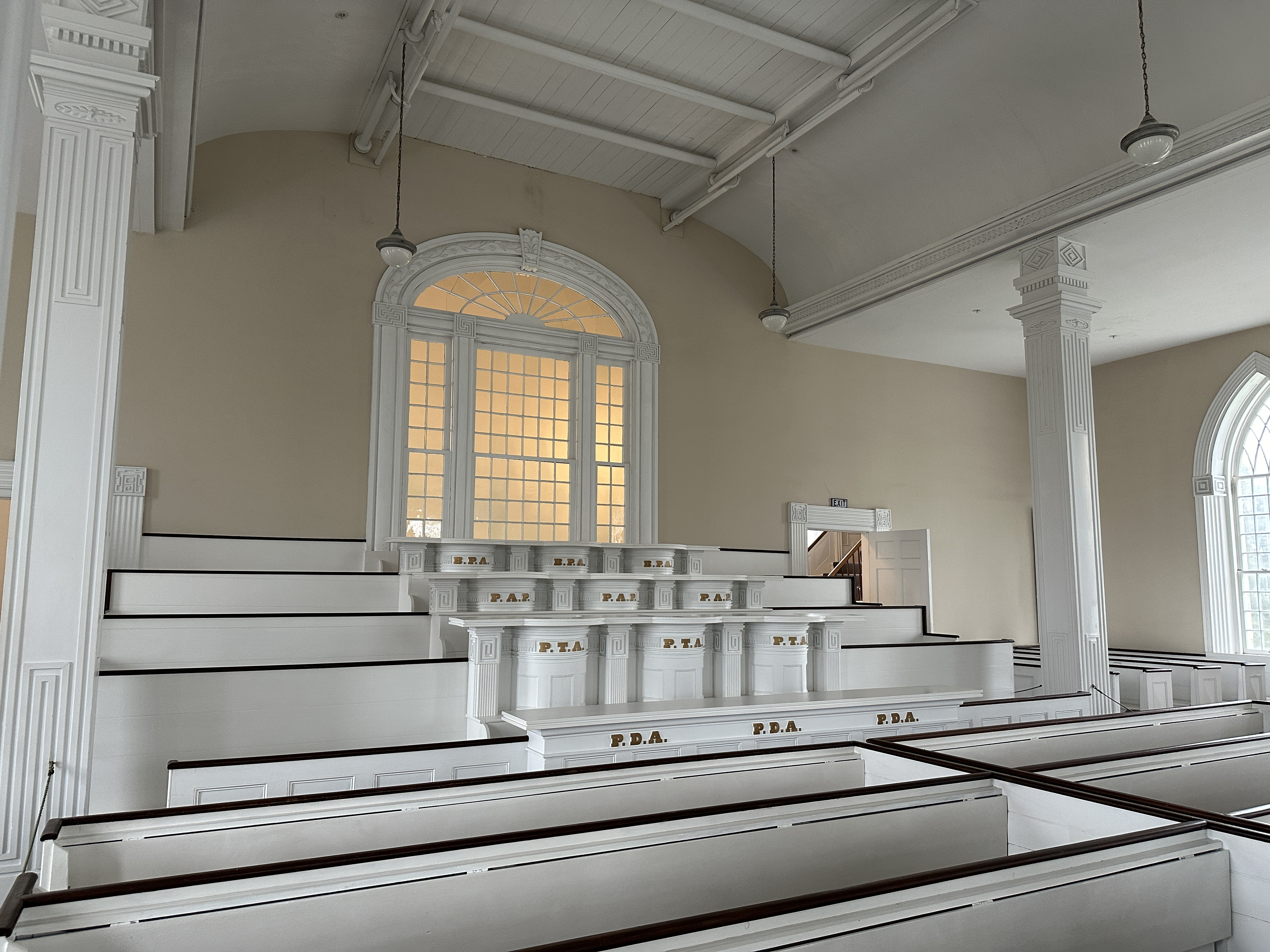
Vista interna dos púlpitos leste no tribunal superior do templo

O Templo de Kirtland sediava cerca de 50 serviços religiosos e/ou eventos educacionais a cada ano. O templo realizava serviços comunitários para o Dia de Ação de Graças, véspera de Natal e Semana Santa, além do Festival Anual de Hinos de Emma Smith em junho. Além disso, membros de diversas denominações dos Santos dos Últimos Dias viajavam ao templo, onde podiam realizar os seus próprios serviços mediante arranjo prévio.
Um Centro de Formação Espiritual e Centro de Visitantes foi inaugurado em março de 2007. A fachada do centro é inspirada na do Templo de Kirtland, e seu layout foi descrito como refletindo a figura de uma pomba. Ele complementa os ministérios do templo ao oferecer espaço para salas de aula, espaço de culto, um teatro multiúso, escritórios e um pequeno museu. O museu contém artefatos relacionados ao templo e documentos originais da era de Kirtland. Até 2024, havia também uma loja de presentes do museu que oferecia uma ampla seleção de livros sobre a história dos Santos dos Últimos Dias e as várias expressões do movimento.
Os jardins estão localizados fora do templo e imediatamente ao norte do templo, no lado oposto da Maple Street, fica o histórico cemitério Kirtland North, que tem túmulos que datam da década de 1820. Logo além do cemitério, ao norte, fica a casa restaurada de Joseph e Emma Smith, enquanto os locais restantes da vila histórica de Kirtland ficam a uma curta distância, mais ao norte.
Com a aquisição do templo por A Igreja de Jesus Cristo dos Santos dos Últimos Dias em 5 de março de 2024, ele permanecerá um edifício histórico e a igreja o reabriu ao público em 25 de março de 2024 para visitas públicas gratuitas.